# Nemeritis silvicola
Nemeritis silvicola là một loài tò vò trong họ Ichneumonidae.